# Josefina Hildprandtová
Josefina Hildprandtová (9. září 1938 Praha – 8. listopadu 2020 Blatná) byla příslušnice někdejšího českého šlechtického rodu Hildprandtů z Ottenhausenu a po Sametové revoluci jedna ze tří restituentek rodového majetku.

## Životopis
Josefina Marie Anna Hildprandtová se narodila jako starší dcera Bedřicha Hildprandta (1902–1981) a jeho manželky Cornélie, rozené Veverkové (1916–2014).

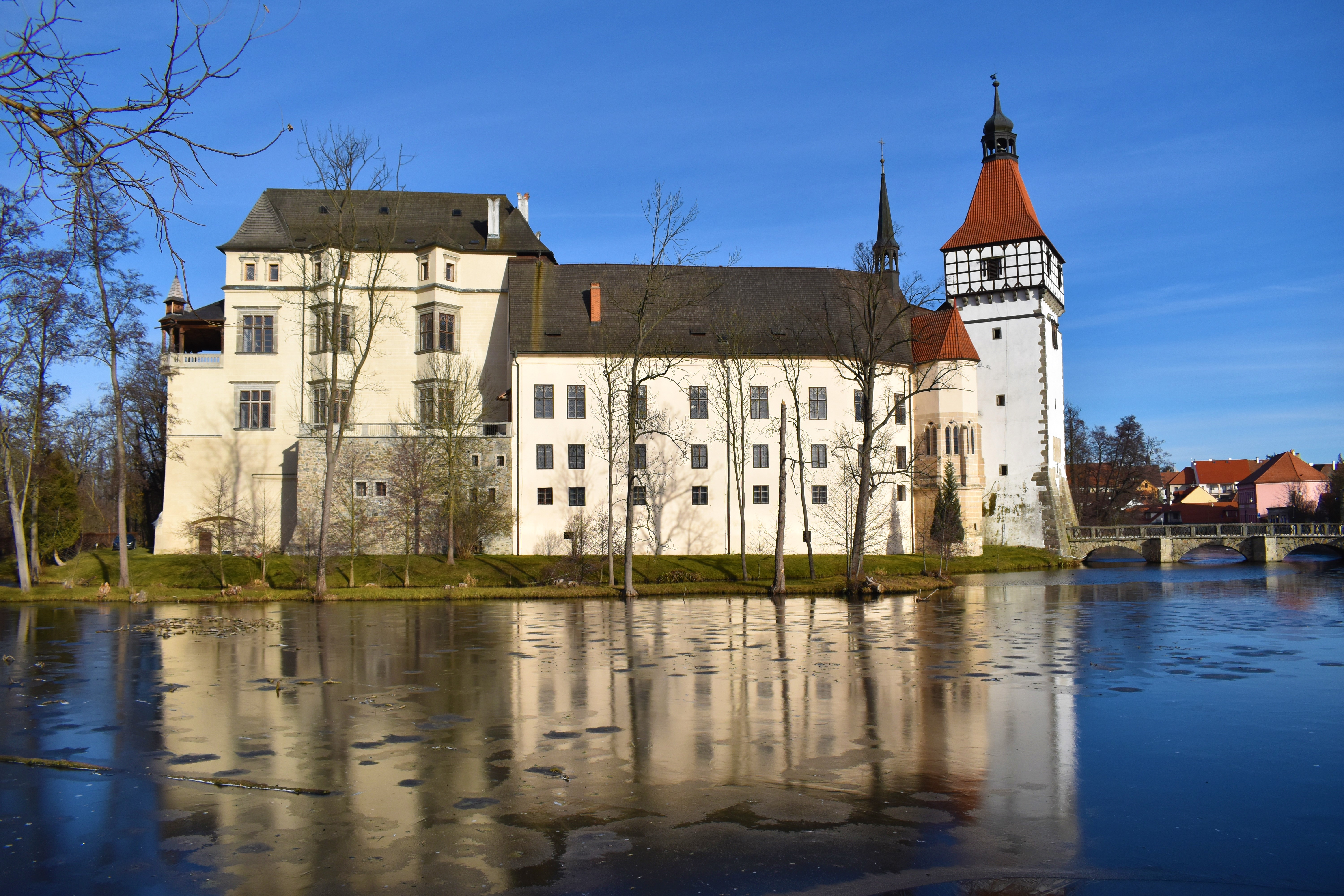
Zámek Blatná

V zimě 1948 byl otec ve vyšetřovací vazbě, protože se sešel s někým, kdo poté nelegálně opustil republiku. Ve stejném roce byl rodový majetek zkonfiskován. Směli ovšem na zámku dále bydlet. V roce 1952 byli násilně vysídleni. Bydleli poté v Rojicích.
Gymnázium ji komunisté nedovolili vystudovat, absolvovala však zdravotní školu v Karlových Varech, protože v pohraničí byl nedostatek zdravotních pracovníků. Tam se také seznámila se svým budoucím manželem.
V roce 1959 její rodiče a mladší sestra Jana (* 1947) emigrovali do Etiopie. Výjezd jim zařídil sám etiopský císař Haile Selassie I., který požádal během návštěvy Prahy československého prezidenta Antonína Novotného, aby rodině umožnil legální vystěhování. Politickým poradcem etiopského císaře byl tehdy Josefinin dědeček z matčiny strany Ferdinand Veverka, který v roce 1948 emigroval. Josefina se svou rodinou však zůstala v Československu, protože manžel – lékař se domníval, že by se v Africe nic nového ve svém oboru nenaučil.
Na začátku 60. let pracovala v aeroliniích, ve svých 24 letech však dostala výpověď. Synovi komunisté nedovolili studovat. V roce 1971 přiletěli do Československa Josefininy rodiče, matka se brzy vrátila do Afriky. Otec pak zorganizoval emigraci. Přijel z vídeňského letiště autem a jeden jejich známý lékař potvrdil, že zpět není schopen řídit a že potřebuje doprovod. Josefina získala výjezdní doložku na tři dny a za úplatek do pasu zapsali i jejího syna. Přes Athény pak odletěli do Etiopie.
V Addis Abebě začala po získání pracovního povolení pracovat pro firmu, která dovážela léky. V roce 1974 ovšem vypukla revoluce a Josefina se se synem přestěhovala do Bavorska. Její rodiče přijeli o něco později. U Mnichova pak 25 let pracovala v nemocnici.
Po Sametové revoluci Josefina, matka Cornélie a sestra Jana rovným dílem v roce 1992 zrestituovaly znárodněný majetek. Matka však přepsala svou třetinu na Janu, která s ní vyrůstala a vytvořila si hlubší vztah. V rodině pak kvůli různým vizím o majetku došlo k velkým rozepřím, o kterých psaly noviny i časopisy.

## Rodina
V roce 1956 se provdala za MUDr. Jana Čapka (16. 4. 1928 – ?). Rozvedli se. Narodil se jim jeden syn:
- Jan Hildprandt (17. 1. 1957 Teplice), s manželkou Evou (* 1968) má tři dcery.